# Laurane Picoche
Pour les articles homonymes, voir Picoche.
Laurane Picoche (née le 17 juillet 1985 à Remiremont) est une athlète française, spécialiste des courses de fond et de demi-fond.

## Biographie
Laurane Picoche grandit près de Remiremont dans les Vosges. Licenciée à l'ASRHV (Association Sportive Remiremont Hautes Vosges), elle obtient des résultats prometteurs en cadette puis en junior, devenant notamment championne de France junior du 3 000 mètres.
Dans l'épreuve du cross-country, elle obtient la médaille d'argent par équipes lors des championnats d'Europe 2012, à Szentendre en Hongrie, et se classe cinquième de l'épreuve individuelle. Elle devient par ailleurs cette même année championne de France de cross.
Elle remporte le titre du 1 500 mètres lors des championnats de France 2013 se déroulant au Stade Charléty de Paris.
Elle se classe 8e du Marathon de Paris 2014 en 2 h 39 min 22 s.
Elle se classe 6e au semi-marathon de Paris de 2015 juste derrière sa compatriote Karine Pasquier, en 1 h 13 min 47 s.

### Records
| Épreuve  | Performance     | Lieu      | Date         |
| -------- | --------------- | --------- | ------------ |
| 1 500 m  | 4 min 11 s 60   | Tomblaine | 26 juin 2009 |
| 5 000 m  | 15 min 48 s 81  | Huelva    | 12 juin 2013 |
| Marathon | 2 h 39 min 20 s | Paris     | 6 avril 2014 |